# Гейджер, Джон (гребец)
Джон Э. Гейджер (англ. John E. Geiger; Пустой шаблон {{ВД-Преамбула}} ) — американский гребец, чемпион летних Олимпийских игр 1900.
На Играх Гейджер участвовал только в соревнованиях восьмёрок. Его команда стала первой в полуфинале и финале, выиграв золотые медали.